# Torneo de Pekín 2014
El China Open 2014 es un torneo de tenis que pertenece tanto a la ATP en la categoría de ATP World Tour 500 como a la WTA en la categoría Premier Mandatory. Los eventos femeninos y los eventos masculinos se llevarán a cabo en el Centro de Tenis del Parque Olímpico de Pekín (Olympic Green Tennis Center, en inglés) de Pekín, China, del 29 de septiembre al 5 de octubre de 2014 sobre pista dura.

## Cabezas de serie

### Individual Masculino
| Tenista         | Ranking | Preclasificado |
| Novak Djokovic  | 1       | 1              |
| Rafael Nadal    | 2       | 2              |
| Tomáš Berdych   | 7       | 3              |
| Marin Čilić     | 9       | 4              |
| Grigor Dimitrov | 10      | 5              |
| Andy Murray     | 11      | 6              |
| Ernests Gulbis  | 13      | 7              |
| John Isner      | 15      | 8              |

- Los cabezas de serie están basados en el ranking ATP del 22 de septiembre de 2014.

### Individual Femenino
- Las Sembradas están establecidas de acuerdo al Ranking proporcionado por la WTA para el 22 de septiembre.
- El Ranking y los Puntos Actuales de cada jugadora están actualizados al Ranking de la WTA del 29 de septiembre de 2014.

#### Sembradas
| Semb. | Rank. | Jugadora            | Puntos Antes | Puntos a Defender | Puntos Ganados | Puntos Después | Actuación en el Torneo                          |
| ----- | ----- | ------------------- | ------------ | ----------------- | -------------- | -------------- | ----------------------------------------------- |
| 1     | 1     | Serena Williams     | 9,430        | 1,000             | 215            | 8,645          | Cuartos de final, baja ante Samantha Stosur     |
| 2     | 2     | Simona Halep        | 6,036        | 5                 | 215            | 6,246          | Cuartos de final, baja ante Ana Ivanovic [9]    |
| 3     | 3     | Petra Kvitová       | 5,926        | 450               | 650            | 6,126          | Final, perdió ante María Sharápova [4]          |
| 4     | 4     | María Sharápova     | 5,680        | 0                 | 1,000          | 6,680          | Campeona, venció a Petra Kvitova [3]            |
| 5     | 6     | Agnieszka Radwanska | 5,035        | 450               | 65             | 4,650          | Segunda Ronda, perdió ante Roberta Vinci        |
| 6     | 8     | Caroline Wozniacki  | 4,445        | 250               | 10             | 4,205          | Segunda Ronda, perdió ante Samantha Stosur      |
| 7     | 10    | Angelique Kerber    | 4,050        | 250               | 120            | 3,920          | Tercera Ronda, perdió ante Svetlana Kuznetsova  |
| 8     | 7     | Eugenie Bouchard    | 4,793        | 110               | 10             | 4,693          | Segunda Ronda, perdió ante Sabine Lisicki       |
| 9     | 9     | Ana Ivanovic        | 4,180        | 80                | 390            | 4,490          | Semifinales, perdió ante María Sharápova [4]    |
| 10    | 11    | Jelena Jankovic     | 3,635        | 700               | 10             | 2,945          | Primera Ronda, perdió ante Alizé Cornet         |
| 11    | 12    | Sara Errani         | 3,215        | 140               | 10             | 3,085          | Primera Ronda, perdió ante Kurumi Nara          |
| 12    | 14    | Yekaterina Makarova | 2,850        | 0                 | 120            | 2,970          | Tercera Ronda, perdió ante Roberta Vinci        |
| 13    | 15    | Lucie Safarova      | 2,590        | 250               | 120            | 2,460          | Tercera Ronda, perdió ante Serena Williams [1]  |
| 14    | 16    | Flavia Pennetta     | 2,582        | 5                 | 65             | 2,642          | Segunda Ronda, perdió ante Carla Suárez Navarro |
| 15    | 17    | Andrea Petkovic     | 2,515        | 140               | 120            | 2,495          | Tercera Ronda, perdió ante Simona Halep [2]     |
| 16    | 19    | Venus Williams      | 2,155        | 5                 | 120            | 2,270          | Tercera Ronda, se retiró ante Petra Kvitová [3] |

#### Bajas femeninas
| Ranking | Jugadora           | Puntos Antes | Puntos a Defender | Puntos Ganados | Puntos Después | Baja debido a     |
| ------- | ------------------ | ------------ | ----------------- | -------------- | -------------- | ----------------- |
| 5       | Na Li              | 5,270        | 250               | 0              | 5,020          | Retiro del Tenis  |
| 13      | Dominika Cibulková | 2,982        | 5                 | 0              | 2,977          | Lesión de Rodilla |

### Dobles masculinos
| Tenista                         | Ranking | Preclasificada |
| Daniel Nestor Nenad Zimonjić    | 7       | 1              |
| Alexander Peya Bruno Soares     | 10      | 2              |
| David Marrero Fernando Verdasco | 26      | 3              |
| Julien Benneteau Vasek Pospisil | 29      | 4              |

- Los cabezas de serie, están basados en el ranking ATP del 22 de septiembre de 2014.

### Dobles femeninos
| Tenista                               | Ranking | Preclasificada |
| Sara Errani Roberta Vinci             | 2       | 1              |
| Cara Black Sania Mirza                | 10      | 2              |
| Květa Peschke Katarina Srebotnik      | 19      | 3              |
| Raquel Kops-Jones Abigail Spears      | 22      | 4              |
| Andrea Hlaváčková Peng Shuai          | 25      | 5              |
| Alla Kudryavtseva Anastasia Rodionova | 32      | 6              |
| Garbiñe Muguruza Carla Suárez Navarro | 34      | 7              |
| Martina Hingis Flavia Pennetta        | 38      | 8              |

## Campeones

### Individual masculino
Novak Djokovic  venció a  Tomáš Berdych por 6-0, 6-2

### Individual femenino
María Sharápova  venció a  Petra Kvitová por 6-4, 2-6, 6-3

### Dobles masculino
Jean-Julien Rojer /  Horia Tecău vencieron a  Julien Benneteau /  Vasek Pospisil por 6-7(6), 7-5, [10-5]

### Dobles femenino
Andrea Hlaváčková /  Shuai Peng vencieron a  Cara Black /  Sania Mirza por 6-4, 6-4